# Wormerland
Wormerland () est une commune néerlandaise située dans le centre de la province de Hollande-Septentrionale. Elle se trouve sur la rive gauche du Zaan, à 18 km au nord d'Amsterdam. Au 31 janvier 2023, elle comptait 16 610  habitants.

## Histoire
La commune de Wormerland est établie le 1er janvier 1991 par la fusion de Jisp, Wijdewormer et Wormer.

## Géographie

### Situation
Wormerland est membre de la communauté de communes Stadsregio Amsterdam regroupant les communes autour de d'Amsterdam. Elle couvre une superficie de 45,18 km² dont 6,59 km² d'eau. Elle est desservie par autoroute A7, reliant Zaandam à la frontière allemande.

### Localités
Ls commune est constituée des villages de Jisp, Neck, Oostknollendam, Spijkerboor, Wijdewormer et Wormer.